# Zoe Wees
Zoe Wees (Amburgo, 13 maggio 2002) è una cantante tedesca.

## Biografia
Zoe Wees è nata e cresciuta ad Amburgo, assieme alla madre, e ha frequentato la scuola Alter Teichweg a Dulsberg. Durante l'infanzia ha sofferto di epilessia rolandica, che ha portato la giovane ad un lungo periodo di depressione; grazie alle cure la malattia è svanita durante l'adolescenza, nonostante abbia dichiarato di aver sofferto anche di stress post-traumatico.
Avvantaggiata dalle sue origini nordamericane, Wees ha iniziato a scrivere canzoni in inglese a 14 anni e nello stesso periodo ha cominciato a studiare canto. Nel 2017 ha partecipato al talent show The Voice Kids, dove ai Blind Auditions è entrata a far parte del gruppo del cantante Sascha Schmitz; è stata successivamente eliminata dalla competizione nella fase dei Sing-Offs. Durante la partecipazione al programma ha avuto la possibilità di conoscere Ed Sheeran, il quale ha esaltato le sue abilità vocali.
A partire dal 2018 Wees, tramite i suoi canali social, ha iniziato a pubblicare cover di canzoni di artisti come Lewis Capaldi, James Bay e Leonard Cohen, ricevendo un notevole seguito. Nel 2019 ha segnato il suo debutto come artista ospite nel brano Hibernating del duo di DJ Moonbootica, che le ha permesso di firmare un contratto con l'etichetta Valeria Music, di proprietà della Caroline Distribution che a sua volta fa capo alla Universal. Il 13 marzo 2020 ha pubblicato il suo primo singolo da solista, Control, il quale racconta dell'esperienza con l'epilessia e alla mancanza di controllo dovuta ad essa. Il brano ha raggiunto la top forty di Austria, Belgio, Francia, Germania e Svizzera, ricevendo anche un disco d'oro in Italia e toccando il numero 16 della Bubbling Under Hot 100 negli Stati Uniti, dove per aver superato il milione di unità vendute è stato certificato platino.
Nel gennaio 2021, dopo aver firmato un contratto con la Capitol Records, la cantante ha pubblicato il suo secondo singolo Girls like Us, che è arrivato nelle top ten di Austria, Germania e Svizzera. Il 7 aprile 2021 ha annunciato sui suoi profili social l'EP di debutto Golden Wings, pubblicato il 21 maggio seguente. Il 28 giugno successivo ha annunciato le date del suo primo tour europeo, previsto tra marzo e aprile 2022 con oltre venti date in vari paesi tra cui Francia, Germania, Italia e Regno Unito. Nell'agosto 2021 collabora con il DJ Kygo nel singolo Love Me Now. Il 14 settembre 2021 pubblica il singolo That's How It Goes, realizzato con la partecipazione del rapper 6lack.
Nel corso del 2023 pubblica alcuni singoli come Don't Give Up e Sorry for the Drama, che anticipano l'uscita del suo album di debutto Therapy, reso disponibile a partire dal successivo novembre.

## Influenze musicali
Zoe Wees si definisce cantante pop. È cresciuta ascoltando Miley Cyrus e Jessie J, citandole come le sue più grandi influenze musicali assieme a Lewis Capaldi.

## Discografia

### Album in studio
- 2023 – Therapy

### EP
- 2021 – Golden Wings

### Singoli
Come artista principale
- 2020 – Control
- 2021 – Girls like Us
- 2021 – Hold Me like You Use To
- 2021 – That's How It Goes (feat. 6lack)
- 2022 – Lonely
- 2022 – Third Wheel
- 2022 – Daddy's Eyes
- 2023 – Don't Give Up
- 2023 – Lightning
- 2023 – Sorry for the Drama
- 2023 – At Your Worst (con Calum Scott)
- 2024 – Never Be Lonely (con Jax Jones)
- 2024 – Mountains (con Jonas Blue e i Galantis)
- 2025 – Traitor

Come artista ospite
- 2019 – Hibernating (Moonbootica feat. Zoe Wees)
- 2020 – Wait for You (Tom Walker feat. Zoe Wees)
- 2021 – Love Me Now (Kygo feat. Zoe Wees)
- 2022 – Do It Better (Felix Jaehn feat. Zoe Wees)

## Riconoscimenti
- 1 Live Krone
  - 2020 – Candidatura alla Miglior rivelazione[19]
  - 2020 – Candidatura al Miglior singolo per Control[19]
  - 2021 – Candidatura alla Miglior artista femminile[20]
  - 2021 – Candidatura al Miglior singolo per Girls like Us[20]

- Bravo Otto
  - 2020 – Rivelazione (oro)[21]
  - 2021 – Candidatura al Cantante internazionale[22]

- Kids' Choice Awards
  - 2021 – Candidatura al Cantante preferito in Germania, Austria e Svizzera[23]
  - 2021 – Candidatura alla Canzone preferita per Control in Germania, Austria e Svizzera[23]
  - 2022 – Candidatura al Cantante preferito in Germania, Austria e Svizzera[24]
  - 2022 – Canzone preferita per Girls like Us in Germania, Austria e Svizzera[24]

- MTV Europe Music Awards
  - 2021 – Candidatura al Miglior artista tedesco[25]

- NAACP Image Awards
  - 2022 – Candidatura al Miglior artista rivelazione per Girls like Us[26]

- NRJ Music Awards
  - 2020 – Candidatura alla Rivelazione internazionale dell'anno[27]